# گربوا-ل-تیشی
گربوا-ل-تیشی (به فرانسوی: Grosbois-lès-Tichey) یک کمون در فرانسه با جمعیت ۶۵ نفر است که در Canton of Seurre واقع شده‌است.